# Раян Егголд
Раян Джеймс Егголд (англ. Ryan James Eggold) — актор кіно і телебачення США. Відомий роллю вчителя англійської літератури містера Райана Меттьюза в серіалі «90210: Нове покоління».

## Біографія
Раян Егголл народився 10 серпня 1984 року в Південній Каліфорнії в Лос-Анджелесі. Актор закінчив католицьку школу «Santa Margarita» в 2002 році. Під час навчання брав участь у багатьох шкільних театральних постановках. В 2006 закінчив театральне відділення Університету Північної Каліфорнії. У вільний час Раян пише музику, грає на гітарі і піаніно, а також співає в музичній групі.

## Кар'єра
Райан з'явився в епізодичних ролях в серіалах «Молоді та зухвалі» (CBS), «Красені» (HBO), «Брати і сестри»(ABC), а також «Вероніка Марс»(The CW) перед тим як отримав постійну роль в серіалі «Бруд» каналу Fox.
Протягом трьох сезонів виконував роль молодого вчителя Райана Меттьюза в серіалі «90210: Нове покоління».Примітно, що багато акторів, які виконують ролі його учнів — Метт Лантер, Майкл Стегер і Тревор Донован, наприклад — на кілька років старше Егголда. Однак, для скорочення бюджету, Райана і Лорі Локлин звільнили після третього сезону.
У 2013 році Райан отримав роль Тома Кіна в основному складі серіалу «Чорний список».

## Вимова прізвища
За визнанням актора (що цілком ймовірно, могло бути і жартом), він сам не знає, як правильно правильно вимовляти своє прізвище — «Ігголд» або «Егголд» — однак воліє другий варіант «Егголд».

## Фільмографія

### Кіно
| Кіно | Кіно                               | Кіно                                    | Кіно            | Кіно                          |
| Рік  | Назва                              | В оригіналі                             | Роль            | Примітки                      |
| ---- | ---------------------------------- | --------------------------------------- | --------------- | ----------------------------- |
| 2010 | Перші побачення                    | First Dates                             | Том             | головна роль відразу на відео |
| 2011 | Ведені Брейллі                     | Driving By Braille                      | Ксандер Уест    | головна роль                  |
| 2011 | Діти в подарунок                   | Trophy Kids                             | Макс            | головна роль                  |
| 2011 | Сірон                              | Sironia                                 | Мейсон Джонс    | роль другого плану            |
| 2012 | У темряві                          | I Will Follow You Into The Dark         | Адам Хант       | головна роль                  |
| 2013 | Зворотний бік                      | B-Side                                  | Майк Замстег    | головна роль                  |
| 2013 | Щасливчики                         | Lucky Them                              | Лукас Стоун     | роль другого плану            |
| 2013 | Зникнення Еліанор Рігбі: Її версія | The Disappearance Of Eleanor Rigby: Her | Н/Д             | роль другого плану            |
| 2013 | Тихі води                          | Beside Still Waters                     | Деніел          |                               |
| 2014 | Клуб матерів-одиначок              | Single Moms Club                        | Пітер           |                               |
| 2014 | Чужинець                           | Another Stateside                       | Нікі Стівенс    |                               |
| 2018 | Чорний куклукскланівець            | BlacKkKlansman                          | Волтер Брейквей |                               |

### Телебачення
| Телебачення | Телебачення                               | Телебачення                          | Телебачення                             | Телебачення                 |
| Рік         | Назва                                     | В оригіналі                          | Роль                                    | Примітки                    |
| ----------- | ----------------------------------------- | ------------------------------------ | --------------------------------------- | --------------------------- |
| 2006        | Війна в будинку                           | The War At Home                      | Брюс                                    | епізод «Gaza Strip»         |
| 2006        | Вероніка Марс                             | Veronica Mars                        | Чарлі Стоун                             | епізод «Charlie Don't Surf» |
| 2006        | Брати і сестри                            | Brothers & Sisters                   | Ренді Стюарт                            | епізод «Family Portrait»    |
| 2006        | Сестри                                    | Related                              | Ллойд                                   | епізод «The Cape»           |
| 2007        | З голови Джиммі                           | Out Of Jimmy's Head                  | Майк                                    | 5 епізодів                  |
| 2007        | Красені                                   | Entourage                            | Учасник «Five Towns» / Грає самого себе | 3 епізоду                   |
| 2007        | Нік Кеннон представляє: Короткі зарисовки | Nick Cannon Presents: Short Circuitz | Джері                                   | епізод «Suge Knight Light»  |
| 2007        | Молоді та зухвалі                         | The Young & The Restless             | Бармен                                  | 3 епізоду                   |
| 2008        | Жовта преса                               | Dirt                                 | Фарбер Кауффман                         | 7 епізодів                  |
| 2008-2011   | 90210: Нове покоління                     | 90210                                | Райан Меттьюз                           | основний склад 68 епізодів  |
| 2009        | Сполучені Штати Тари                      | United States Of Tara                | Тевін                                   | епізод «Possibility»        |
| 2011        | Божественний                              | Heavenly                             | Оуен                                    | телевізійний фільм          |
| 2013        | Чорний список                             | The Blacklist                        | Том Кін                                 | основний склад              |

### Інші проєкти
| Інші проєкти | Інші проєкти            | Інші проєкти                      | Інші проєкти   | Інші проєкти                                      |
| Рік          | Назва                   | В оригіналі                       | Роль           | Примітки                                          |
| ------------ | ----------------------- | --------------------------------- | -------------- | ------------------------------------------------- |
| 2006         | Підкуп Шона Хельма      | Con: The Corruption Of Shawn Helm | Шон Хельм      | короткометражний фільм                            |
| 2008         | Цвітіння                | Bloom                             | Даг            | короткометражний фільм                            |
| 2010         | —                       | Myself & Me                       | Бойфренд       | музичний кліп режисер і виконавець — Шеней Граймс |
| 2011         | Красавчики з кошенятами | Hot Dudes With Kittens            | грає себе      | короткометражний фільм                            |
| 2011         | Королева                | Queen                             | Ніккі Холлідей | короткометражний фільм                            |
| 2012         | На початку дня          | Daybreak                          | Бен            | вебспін-офф серіалу «Зв'язок»                     |
| 2013         | Запах жінки             | Scent Of A Woman                  | Ден            | короткометражний фільм                            |
| 2014         | Ігри подружок           | The Girlfriend Game               | Майлз          | короткометражний фільм                            |